# Diabla Depresja

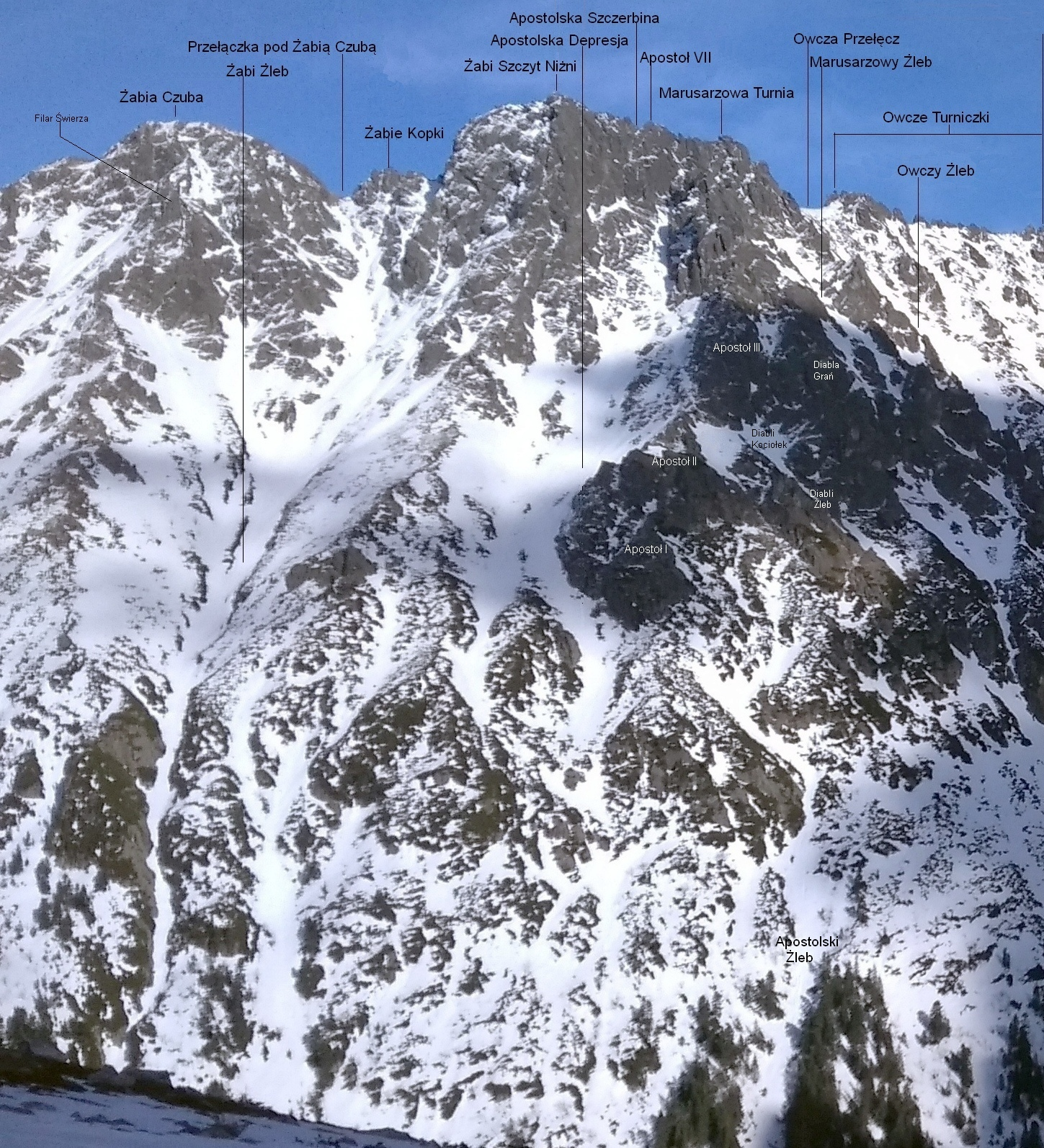
Diabla Depresja wśród opisanych obiektów

Diabla Depresja (niem. Apostelvertiefung, słow. Apoštolská depresia, węg. Apostoli-bemélyedés) – depresja na zachodnich stokach Żabiej Grani w polskich Tatrach Wysokich. Jej orograficznie lewe ograniczenie tworzy Grań Apostołów, lewe Grań Diabłów. Południowo-zachodnie żebro Apostoła III dzieli ja na dwie gałęzie. Dołem depresja poderwana jest urwistym progiem o wysokości około 50 m. Poniżej progu znajduje się Diabli Kociołek.
Przez Diablą Depresję prowadzą taternickie Drogi wspinaczkowe. Od 1979 roku jednak Grań Apostołów znajduje się w zamkniętym dla turystów i taterników obszarze ochrony ścisłej Tatrzańskiego Parku Narodowego i TANAP-u. Na zachodnich (polskich) zboczach Żabiej Grani taternictwo można uprawiać na południe od Białczańskiej Przełęczy.
Autorem nazwy tej wklęsłej formacji skalnej jest Władysław Cywiński.